# Мирко Тепавац
Мирко Тепавац (Земун, 13. август 1922 — Београд, 28. август 2014) био је учесник Народноослободилачке борбе и друштвено-политички радник СР Србије и СФР Југославије.

## Биографија
Гимназију је учио у Земуну, Сремској Митровици и Белој Цркви.
Учесник је Народноослободилачке борбе од 1941, а члан Комунистичке партије Југославије (КПЈ) од 1942. године. У току рата био је на дужностима политичког комесара одреда, бригаде, дивизије.
После рата се налази на функцијама члана Главног одбора Савеза социјалистичког радног народа Србије, члана Централног комитета Комунистичке партије Србије, секретара Окружног комитета КПЈ у Зрењанину и Панчеву, члана Покрајинског комитета КПЈ за Војводину, секретара Савета за просвету и културу НР Србије.
Био је директор Радио Београда у периоду од 1955. до 1959. године. Амбасадор ФНРЈ у НР Мађарској и помоћник државног секретара за иностране послове, од 1959. до 1969. године.
Директор и главни уредник листа „Политике“ и члан ЦК СК Србије, од 1965. до 1967. године.
Председник Покрајинског комитета Савеза комуниста Војводине, од 1965. до 1967. године и Савезни секретар за иностране послове од 25. априла 1969. до 1. новембра 1972. године, када је поднео оставку три дана после „смене либерала“.
Додељен му је Орден Британске империје у рангу великог крста 1972. године.
Био је муж глумице Ренате Улмански. Умро је 28. августа 2014. у Београду и сахрањен је на Земунском гробљу.